# Pendock
Pendock – wieś w Anglii, w hrabstwie Worcestershire, w dystrykcie Malvern Hills. Leży 24 km na południe od miasta Worcester i 160 km na zachód od Londynu. W 2001 miejscowość liczyła 329 mieszkańców.